# Kenézlő
Kenézlő es un pueblo ubicado en el distrito de Sárospatak, en el condado de Borsod-Abaúj-Zemplén, Hungría.

## Superficie
Posee una superficie de 22,96 kilómetros cuadrados.

## Demografía
Hasta 2019 la población era de 1065 habitantes, con una densidad de población de 46,39 habitantes por kilómetro cuadrado.